# ロビンソンズ
ロビンソンズは、日本のお笑いコンビである。ワタナベエンターテインメント所属を経て、SMA NEET Project所属。

## メンバー
北澤 ひとし （きたざわ ひとし、1979年4月8日 - ）（45歳）
- 東京都出身。
- 身長181cm、体重73kg、血液型AB型。
- 本名：北澤 仁（読み同じ）
- 趣味は映画鑑賞（映画検定の資格を取得済み）、猫鑑賞、ショートカットの女性鑑賞、大喜利。
- 特技は電車で寝ること、どんな距離でも歩いて帰れる。コンビニエンスストアの業務。
- 座右の銘は「なるようになる」。
- 自称「なのにモテる」。
- 相方の山崎曰く「常に斜めからものを見ている、曲がっている」
- 体重が約100kgあったことがある。
- 2010年～2011年頃、バービー（フォーリンラブ） を中心とした芸人で、家賃30万の一軒家に同居していた。
- 2020年12月、本名から「北澤 ひとし」に改名したことをTwitterで報告した[1]。

山﨑 のぼる（やまざき のぼる、1979年6月14日 - ）（45歳）
- 東京都出身。
- 身長177cm、体重75kg、血液型A型。
- 本名：山﨑 昇（読み同じ）
- 趣味は仏像鑑賞（日本仏像検定B級）、神輿、太鼓、ギャグ作り。
- 特技はネアカ、コンビニエンスストアの業務。
- 座右の銘は「笑うようなことにしか価値がないと思わないと」
- 山梨学院大学卒業。アメリカンフットボール部。
- 既婚者。9歳年下の一般人の妻と娘が2人いる。[2]
- 相方の北澤いわく「イマジネーションのない人」
- 座付き作家の我人祥太いわく「何かを何かに例えたことがない」
- ロビンソンズのハンサム担当として、痩せて売れる為2013年10月12日からTwitterでダイエット企画を開始。
- 山崎家で、自分の飲みたい酒を持ち寄り、ただただ呑む「日本酒会」を行っている。メンバーは鈴木潤一（ろっくまん）、富樫啓郎（キサラギ）、お姉ちゃん（雷鳥）、成田デシリットル（当時紳士服の成田、ペパーミントの風に吹かれて）、しんのすけ等（しんのすけとシャン）[3]

## 来歴
- ワタナベコメディスクールの2期が同期にあたるが、スクールには通っていない。
- 2012年ザ・ゴールデンゴールデン解散。北澤と山崎の2人でロビンソンズ結成。座付き作家は我人祥太[4]。
- キングオブコント2013・2014・2015・2016準決勝進出。
- 平成25年度 NHK新人演芸大賞 演芸部門 出場[5]。
- THE MANZAI2014 2回戦進出。
- 平成27年度 NHK新人お笑い大賞 本選出場[6]。
- 2024年4月よりワタナベエンターテインメントを退社してフリーとなる。同年8月よりSMA NEET Projectに所属。

## 出演

### テレビ
- NHK総合「オンバト+」 戦績1勝1敗 最高441KB
- NHK総合「平成25年度 NHK新人演芸大賞 演芸部門」
- NHK総合「平成27年度 NHK新人お笑い大賞」
- 日本テレビ「エンタの神様 大爆笑の最強ネタ大大連発SP」
- 日本テレビ「エンタの神様＆有吉の壁 クリスマスイブは爆笑パーティーで盛り上がろう！SP」☆エンタの神様
- 日本テレビ「ナカイの窓　顔が残念な人SP」（北澤）
- 日本テレビ「PON!」
- 日本テレビ「 ハコヅメ〜たたかう！交番女子〜」第3・4話（北澤）
- テレビ朝日「笑×演」
- テレビ朝日「お願い!ランキング」☆お願い！マンピンコン2017年2月シーズン
- テレビ朝日「ブラマヨとゆかいな仲間たち アツアツっ!」
- テレビ朝日「『ぷっ』すま」
- テレビ東京「じわじわチャップリン」☆“2017年ブレイク若手芸人！ナンバー1決定ネタバトル！！”にも出演
- テレビ東京「にちようチャップリン」☆思わずキュン！かわいい男の娘ネタ日本一選手権！【 優勝 】
- フジテレビ「とんねるずのみなさんのおかげでした」
- 中京テレビ「前略、西東さん」リアルブサイク芸人の合戦
- メ〜テレ「1個だけイエロー」世界に通じる面白顔芸人
- ABC「大改造!!劇的ビフォーアフター」（2018年9月23日）（山崎）

### ラジオ
- TBSラジオ「マイナビ Saturday Night Laugh」- 2015年09月19日[7]
- TBSラジオ「マイナビ Laughter Night」 - 2015年10月3日[8]・12月26日[9]、2016年2月6日[10]・3月26日[11]・4月16日[12]・5月14日[13]・7月23日[14]・8月6日[15]・10月22日[16]、2017年1月28日[17]・3月18日[18]・4月21日[19]・5月26日[20]・7月7日[21]・8月25日[22]・10月20日[23]、2018年3月9日[24]・5月18日[25]・10月19日[26]、2019年1月11日[27]・2月22日[28]・7月19日[29]・8月23日[30]・10月4日[31]・11月15日[32]、2020年1月24日[33]・3月13日[34]・9月25日[35]
  - 2016年8月・2017年7月・2018年3月【月間チャンピオン】
- ラジオアプリGERA「ロビンソンズのどーんとネットワーク」（2021年3月29日 - [36]）

## ライブ
単独ライブ
- ロビンソンズライブvol.1「正反対の人」しもきた空間リバティ(2013年1月31日)[37]
- ロビンソンズライブvol.2「あの日の僕は、どうかしていた。」しもきた空間リバティ(2013年5月4日)
- ロビンソンズライブvol.3「いろいろ」しもきた空間リバティ(2013年8月10日)
- ロビンソンズライブvol.4「ねっこ」しもきた空間リバティ(2013年12月14日)[38]
- ロビンソンズライブvol.5「ドーパミンドライブ」しもきた空間リバティ(2014年7月19日)[39]
- ロビンソンズライブvol.6「ツギハギ」しもきた空間リバティ(2014年12月20日)[40]
- ロビンソンズライブvol.7「微笑」しもきた空間リバティ(2015年12月19日)[41][42]
- ロビンソンズライブvol.8「あんたいとる」しもきた空間リバティ(2016年6月4日[43]
- ロビンソンズライブvol.9「流行」しもきた空間リバティ(2017年1月28日)
- ロビンソンズライブvol.11「スーパーキュートラブリーボーイズ」しもきた空間リバティ（2018年4月14日[44][45]）
- ロビンソンズライブvol.12「すぺしゃる」しもきた空間リバティ（2018年7月14日[46]）
- ロビンソンズライブvol.13「3940」しもきた空間リバティ（2019年5月25日[47]）
- 「ロビンソンズのもりもりがんばるライブvol.1 」しもきた空間リバティ（2020年11月14日[48][49]）
- ロビンソンズ単独ライブ「スタート」阿佐ヶ谷アートスペースプロット（2021年12月5日[50]）
- 「ロビンソンズのふわふわもふもふvol.1」新宿バッシュ!!（2022年12月8日[51][52]）
- 「ロビンソンズのふわふわもふもふvol.2」新宿バッシュ!!（2023年2月28日[53][54]）
- 「ロビンソンズのふわふわもふもふvol.3」新宿バッシュ!!（2023年4月27日[55][56]）

ツーマンライブなど
- 「ロビンソンズツーマンライブ第一弾 「VSや団」」渋谷Loft9（2021年3月17日、SMA NEET Project所属・や団とのツーマンライブ[57][58][59]）
- 「ロビンソンズツーマンライブ第二弾 「VSスーパーニュウニュウ」」渋谷Loft9（2021年5月19日、マセキ芸能社所属・スーパーニュウニュウとのツーマンライブ[60][61][62]）
- 「ロビンソンズツーマンライブ第三弾「VS TCクラクション」」 渋谷Loft9（2021年7月15日、グレープカンパニー所属・TCクラクションとのツーマンライブ[63][64][65]）

### その他のライブ
特筆すべきライブ情報のみ記載する。
- 2013年11月9日（土）、新宿バティオスで開催された脳みそ夫＆我人祥太（レモねぇーど）のライブ「レモネードパーティー」にて、演者としての我人祥太とロビンソンズが初共演した。4人の他、MCとしてマヂカルラブリー村上も出演。[66]
- 2014年1月23日（木）から、お笑いライブ・イベント制作 K－PROが主催する毎月新ネタを2本おろすライブ「ネタ9」に出演。（レギュラーメンバー：エルシャラカーニ/キャプテン渡辺/エレファントジョン/ロビンソンズ）[67]
- 2014年5月26日（月）から、定期（毎月）自主ライブ「イチヌケ」をサンシャイン池崎、しんのすけとシャン、ロビンソンズの同期3組で開始。ネタ、企画、トークを行う。vol.1は下北沢シアターミネルヴァで開催。サンシャイン池崎が別件で開演に間に合わないため、3組の他、ゲストとして同期のスター旭が出演した。
- 2014年6月17日（火）、ロビンソンズのおはなしラジオ開始一年企画 「おはなしライブ」 が御苑サウンドで開催された。THE MANZAIに向けた第一歩を披露。我人祥太は結婚発表後、初の表舞台となった。
- 2014年10月30日（木）、ワタナベエンターテインメントの新コントライブ「表参道コント製作所」始動。[68]
- 2015年3月5日(木)に新宿バッシュ!!にて「ロビンソンズのライブ～そのいち」という新ネタ5本[コント3本・漫才2本]等のライブを開催予定。その後も隔月[5月13日（水）、7月15日（水）、9月9日（水）で同様のライブ開催を予定している。[69]